# Nové Štěpánovice
Nové Štěpánovice jsou osada v okrese Brno-venkov v Jihomoravském kraji. Jde o místní část obce Štěpánovice. Nové Štěpánovice se nacházejí asi 1 km severozápadně od vlastních Štěpánovic, 5,5 km severozápadně od Tišnova a asi 30 km severozápadně od Brna.
V Nových Štěpánovicích je registrováno 44 čísel popisných. Protéká tudy Kalský potok, který se vlévá do nedaleko protékající řeky Svratky. Prochází tudy silnice II/387.
Osada není nijak označena, pouze na severním konci je dopravní značka s nápisem Štěpánovice. Ani autobusová zastávka v osadě nenese její jméno – je označena jako Štěpánovice, horní konec.
Osada vznikla někdy po roce 1876, na mapě třetího vojenského mapování z tohoto roku zaznamenána není.